# Esporte Clube Taveirópolis
L'Esporte Clube Taveirópolis, noto anche semplicemente come Taveirópolis, è una società calcistica brasiliana con sede nella città di Campo Grande, capitale dello stato del Mato Grosso do Sul.

## Storia
Il club è stato fondato il 30 giugno 1938, nel quartiere di Taveirópolis. Ha partecipato al Campeonato Brasileiro Série C nel 2003, dove è stato eliminato alla prima fase.